# La Horquetta
La Horquetta es una localidad de Trinidad y Tobago, que forma parte de la región de Tunapuna-Piarco.

## Geografía
La localidad abarca parte de la isla Trinidad y limita al norte con Tumpuna Road (localidad perteneciente a la borough de Arima), al sur con San Raphael-Brazil (localidad perteneciente a la región de Couva-Tabaquite-Talparo), al este con Wallerfield y Tumpuna Road y al oeste con Peytonville y Carapo.

## Demografía
Datos demográficos de la localidad de La Horquetta:
| Gráfica de evolución demográfica de La Horquetta entre 2000 y 2011 |
|                                                                    |